# کوه‌تیغ

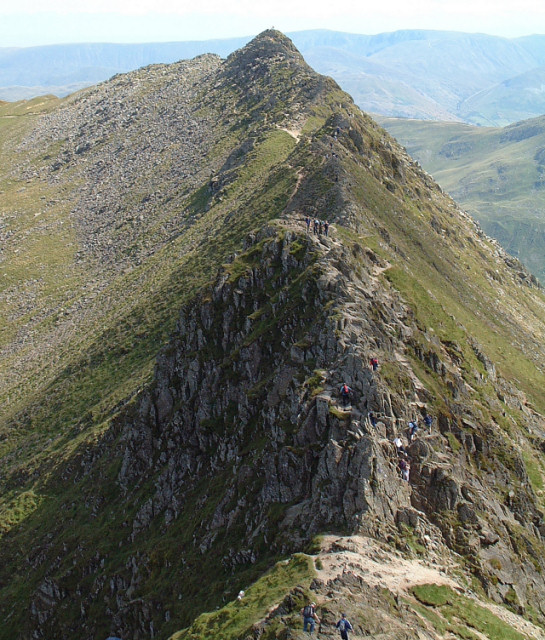
ستیغ کوه در بریتانیا

ستیغ کوه یا کوه‌تیغ یا کوه‌تیزه که غالباً بر اثر فرسایش دو چالگاه در حال پیوستن به یکدیگر تشکیل می‌شود.

## در ادبیات
تو گفتی کز ستیغ کوه سیلی
فرود آرد همی احجار صد من
برآمد زاغ رنگ و ماغ پیکر
یکی میغ از ستیغ کوه قارن.
«منوچهری»